# Großsteingräber bei Bierden
Die Großsteingräber bei Bierden waren zwei megalithische Grabanlagen der jungsteinzeitlichen Trichterbecherkultur bei Bierden, einem Ortsteil von Achim im Landkreis Verden (Niedersachsen). Sie wurden um 1847 zur Gewinnung von Baumaterial für eine Eisenbahnstrecke zerstört. Über Ausrichtung, Maße und Grabtyp liegen keine näheren Informationen vor.